# S-21: La máquina de matar de los jemeres rojos
S-21: La máquina de matar de los jemeres rojos es una película del director camboyano Rithy Panh perteneciente al género documental histórico y uno de sus trabajos más destacados. La película trata el difícil tema de los jemeres rojos y pone frente a frente a dos de las víctimas del conocido centro de torturas S-21, hoy Museo del Tuol Sleng y guardias que trabajaron en ella durante el periodo 1975 - 1979, tiempo que duró el régimen de la Kampuchea Democrática. Destaca la presencia del maestro pintor Vann Nath, sobreviviente del oscuro régimen, quien lidera la trama y enfrenta a los antiguos verdugos con la realidad del drama humano de las víctimas.

## Sinopsis

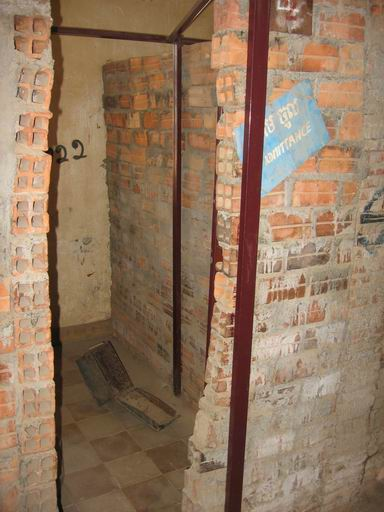
Celda de S-21, hoy el Museo del Genocidio, principal escenario del documental fílmico.

La película, rodada enteramente con personajes reales, comienza en la casa de uno de los antiguos guardias de S-21 que es invitado a Phnom Penh a hablar abiertamente de la experiencia en aquel antiguo centro de torturas. El antiguo guardia, como otros, se encuentra en lo que hoy es el Museo del Genocidio. Asiste también otro de los pocos sobrevivientes que, sin embargo, se muestra emotivo. Los antiguos guardias, confrontados por el maestro Vann Nath, otro de los sobrevivientes, describen uno a uno los detalles de la vida cotidiana en la prisión, las formas de tortura, los pormenores de los interrogatorios que conducían a falsas e irrisorias acusaciones, los abusos de los cuales eran víctimas las mujeres, la sangre fría de los ejecutores, la distribución del espacio. El maestro Vann Nath, como la única voz autorizada de los más de 17 mil seres humanos que pasaron y nunca salieron con vida de aquel lugar, reclama una explicación que nunca tendrá una respuesta satisfactoria. Los guardias eran muchachos y estaban ellos mismos aterrados y "endoctrinados" por un sistema paranoico que veía enemigos en todas partes.

## Cine y realidad
Camboya apenas sale de una época oscura de guerras y violencia que acabó con toda una generación, se llevó los cerebros y dejó a la población inerme. La nueva generación de artistas como Vann Nath (que tenía cerca de 33 años en 1975) y Rithy Panh que tenía 11 años, tienen en su memoria los años difíciles. La necesidad de sanar las heridas, especialmente aquellas que deja la impunidad, son reclamadas a gritos por el arte, ya que la política se hace lenta en los escollos de una falsa pacificación que deja a los infractores libres de culpa. Como dice el maestro Vann Nath en la película "es necesario que se haga un juicio, porque hasta el momento nadie ha pedido perdón".

## Escenas notables
Entre las escenas notables del documental se pueden resaltar:
- Uno de los guardias relata cómo hizo que una mujer joven, hermosa, analfabeta y de tan sólo 19 años, confesara que trabajaba para la CIA. Según el relato que está escrito en el reporte que se conserva hoy en el Centro de Documentación sobre el Genocidio en Phnom Penh, la CIA le había ordenado defecar en los cultivos liberados por los jemeres rojos.

- Otro guardia recuenta cómo una mujer fue abusada y en general el trato que recibía la mujer en la prisión. Las mujeres eran bien recibidas por los guardias, muchas de las cuales saciaron sus apetitos adolescentes.

- Una de las escenas más escalofriantes es el recuento de las ejecuciones en Choeun Ek, el Campo del Exterminio.

- En otra escena el maestro Vann Nath muestra a los guardias sus pinturas y les interroga el porqué de tanta maldad y cómo fue posible que no tuvieran compasión por las víctimas. Las respuestas son siempre que eran muy jóvenes y que también tenían miedo, que fueron adoctrinados a no tener compasión y que les decían que los prisioneros eran el peor enemigo del régimen.

## Importancia
El documental tiene una gran importancia en el proceso de sanación de las heridas que el pasado ha dejado en Camboya. El director Rithy Panh, con el solo hecho de convencer a los antiguos verdugos de hablar francamente y sin temores, ha demostrado que es posible volver a reflexionar el hecho, permitir que las víctimas reclamen y se abran caminos de paz y justicia en el país.

## Reconocimientos
La película ha tenido una gran acogida en el exterior. Entre los principales premios están:
- Premio al mejor documental en el Festival de Cine de Chicago, 2003.
- Reconocimiento en el Festival de Cine de Cannes, 2003.
- Reconocimiento en el Festival de Cine de Nueva York, 2003.
- Festival Internacional de Cine de Yamagata, Japón, 2003.
- Festival de Cine de Leipzig, 2003.
- Seminci-Festival de Cine de Valladolid, 2003.
- Festival de Cine de Copenhague, 2003.
- Festival de Cine y Derechos Humanos, 2004, Praga.